# The Flintstones: The Surprise at Dinosaur Peak
The Flintstones: The Surprise at Dinosaur Peak es un videojuego de plataformas para Nintendo Entertainment System lanzado por Taito en 1993. El videojuego nunca se lanzó en Japón a diferencia de su predecesor The Flintstones: The Rescue of Dino & Hoppy.

## Argumento
Después del rescate de Dino y Hoppy, Los personajes principales de este juego son Pedro Picapiedra y su amigo Pablo Mármol, quienes emprenden un viaje para encontrar a sus hijos, Pebbles y Bam-Bam, que juegan junto al volcán. Al llegar al destino, el volcán entra en erupción y les corta el camino para regresar. Gazoo acude al rescate de los héroes, incapaz de detener la erupción del volcán y difunde la leyenda de que hay un dinosaurio de fuego en la cima del volcán. Pedro y Pablo emprenden misiones y emprenden un viaje para derrotar al dinosaurio de fuego y salvar a Pebbles y Bam-Bam.

## Jugabilidad
El jugador puede cambiar los personajes jugables entre Pedro Picapiedra y Pablo Mármol, y ambos tienen diferentes ataques y habilidades. Pedro puede usar un garrote para golpear a los enemigos, mientras que su amigo Pablo tiene una honda y puede usarla a cierta distancia para atacar a los enemigos. Algunas partes del juego requieren diferentes estrategias, a menudo casos en los que tendrás que cambiar de una a otra automáticamente para superar ciertos obstáculos o saltar a ciertas plataformas. Pedro también puede lanzar un objeto que aturdirá o matará por completo a un enemigo o jefe.

## Lanzamiento
Se cree que The Flintstones: The Surprise at Dinosaur Peak se lanzó en Norteamérica exclusivamente para Blockbuster Video como un título de alquiler. Aunque a pesar de ser citado constantemente como tal en las reseñas y sitios web modernos en línea, no se ha encontrado ninguna evidencia. Algunos incluso han refutado la afirmación diciendo que el videojuego se vendió en tiendas regulares. A pesar de esto, sigue siendo uno de los videojuegos más raros para NES debido a su lanzamiento tardío durante el ciclo de producción de la consola y al bajo número de copias producidas. En 2017, las copias del videojuego disponibles en eBay y otros sitios similares se vendían por más de 800 dólares. En Europa, el videojuego es un poco más común y más barato, pero aún se vende típicamente por más de 1000 dólares.

## Recepción
Allgame otorgó en su reseña una puntuación de 4 de 5 estrellas, criticó la animación reciclada del videojuego anterior de los Picapiedra y destacó los gráficos pulidos y elogió la capacidad de cambiar entre Pedro y Pablo y ambos personajes tienen diferentes armas y habilidades.